# Edwin van Calker
Edwin van Calker est un bobeur néerlandais, né le 14 juin 1979.

## Biographie
Il commence sa carrière sportive dans l'athlétisme.
Il est actif dans le bobsleigh à partir de 2001.
Lors de la saison 2008-2009, il se hisse pour la première fois sur un podium de Coupe du monde en se classant deuxième du bob à quatre à Königssee.
La saison prochaine, il obtient un deuxième podium, cette fois-ci en bob à deux à Saint-Moritz, puis aux Jeux olympiques de Vancouver, il est 14e du bob à deux et renonce à participer au bob à quatre.
Aux Championnats du monde 2012, il permet à l'équipage néerlandais de Bob à quatre de se placer quatrième, ce qui est un résultat unique pour le pays en bobsleigh.
Aux Jeux olympiques d'hiver de 2014, il est 19e du bob à deux et 11e du bob à quatre.
Son frère Arnold est aussi bobeur de haut niveau.

## Palmarès

### Coupe du monde de bobsleigh
- 2 podiums :
  - bob à 4 : 1 deuxième place.
  - bob à 2 : 1 troisième place.